# Je parle à n'importe qui
Albums de Léo Ferré
Les Fleurs du mal (suite et fin)
(2008)
Je parle à n'importe qui est un album posthume de Léo Ferré publié en 2018 par les éditions La Mémoire et la Mer. Il s'agit d'un long poème en vers libres enregistré par Léo Ferré à son domicile en 1977. 
Le texte en a été auparavant édité par Léo Ferré lui-même en 1979, sous la marque Gufo del Tramonto. Cette plaquette a été rééditée par les éditions La Mémoire et la Mer en 2000.

## Genèse
Cet album, envisagé par Léo Ferré en 1975 (date à laquelle le texte est achevé d'imprimer), est un document de travail enregistré de façon artisanale par Ferré lui-même à son domicile toscan au premier semestre 1977. L'indexation et la plupart des titres sont le fait de l'éditeur.

## Titres
Texte, musique & piano : Léo Ferré
| No  | Titre                              | Durée |
| --- | ---------------------------------- | ----- |
| 1.  | Dans le désastre de la fourmilière | 6:00  |
| 2.  | Dans une maison douce              | 2:50  |
| 3.  | Je te volupte                      | 2:57  |
| 4.  | En ces temps-là                    | 2:06  |
| 5.  | L'Espoir                           | 3:46  |
| 6.  | J'habite à Ostende                 | 4:38  |
| 7.  | File-moi une taffe                 | 2:07  |
| 8.  | Les Oiseaux rapaces                | 3:14  |
| 9.  | Boulevard des Italiens             | 1:50  |
| 10. | Cette fille                        | 3:39  |
| 11. | Sur la mer                         | 2:43  |
| 12. | Chanter L'Enfer                    | 3:26  |
| 13. | Mon amour inchangé                 | 3:33  |
| 14. | Demain ? Nothing !                 | 9:32  |
| 15. | Écoute !                           | 5:02  |

## Production
- Réalisation artistique : Alain Raemackers
- Restauration & mastering : Anaëlle Marsollier (Studio La Buissonne)
- Crédits visuels : Patrick Ullmann, André Villers (pour l'édition numérique)
- Textes de présentation : Alain Raemackers